# Krsto Popović
Krsto Popović (na crnogor. ćiril. Крсто Поповић, Cuce, Cetinje, 14. rujna 1881. – Bojanje brdo, Katunska nahija, Crna Gora, 14. ožujka 1947.), karizmatična je osobnost crnogorske političke povijesti  prve polovice 20. stoljeća, general i jedan od organizatora Božićne pobune 1918. godine. 
Popović je bio posljednji zapovjednik Glavnog stožera Crnogorske kraljevske vojske u Gaeti (1919. – 1921.), šef komitskih grupa u planinama Crne Gore, politički emigrant, a potom član Crnogorske stranke. U u Drugom svjetskom ratu zapovjednik Lovćenske brigade, koja je bila i antičetnički i antipartizanski orijentirana.
Znamenita je njegova poruka sunarodnicima:
Ubijen je 1947. godine u zasjedi OZNA-e. I danas je u Crnoj Gori živo sjećanje na Krsta Popovića kao borca za nacionalna prava Crnogoraca.
Sinonim je oružane borbe Crnogoraca koja se definira kroz slogan Za Pravo, Čast i Slobodu Crne Gore.

## Podrijetlo i obitelj
Krsto Popović je sin crnogorskoga časnika Todora - Zrna i majke Ćetne (rođene Krivokapić). Vjenčao se 1905. godine s Marijom, i u tome braku imali su djecu: Nikolu i Radovana, Zlatanu, Milosavu, Stanu, Savicu i Bosiljku.

## Časnička naobrazba
Nakon osnovne škole završio je Crnogorsku knjaževsku časničku školu i zavrijedio čin potporučnika 1906. godine, a čin poručnika Crnogorske vojske 1909. godine. Zatim biva postavljen za ravnatelja crnogorske policije na Cetinju. Sljedeće dvije godine Popović je predavač na dočasničkom učilištu. Bio je jednim od najodlikovanijih crnogorskih časnika.

## Ratna iskustva
Kao zapovjednik čete u Katunskoj brigadi u Prvom Balkanskom ratu 1912. – 1913. sudionik je crnogorsko-turskih borbi za Skadar. U Drugom balkanskom ratu s činom satnika 1913. godine zapovijeda istom postrojbom tijekom zajedničkih srpsko-crnogorskih borbi s Bugarima u Makedoniji.
U svibnju 1914. godine Popović je, kao izvanredno talentiran, imenovan za zapovjednika stožera 5. divizije Crnogorske (kraljevske) vojske u Pljevljima. Za Prvog svjetskog rata zapovjednik je jednog od sektora crnogorske ofenzivne operacije kojom se došlo nadomak Sarajeva (Glasinaca). Tijekom Mojkovačke bitke 1916. godine sa svojim je bataljunom smjelim protuudarima zbacio austro-ugarske jedinice s obronaka planine Bjelasice.

## Internacija
Po kapitulaciji Kraljevine Crne Gore Popović je interniran u logor Boldogason (Mađarska). Svršetkom rata, Popović s većom skupinom elitnih crnogorskih časnika zatočenih u austro-ugarskim logorima biva preventivno uhićen na osnovu zapovijedi Vrhovne komande Vojske Kraljevine Srbije potčinjenim armijskim stožerima Zagreb, Sarajevo, Beograd i Skoplje, radi sprječavanja njihovoga povratka u Crnu Goru "dok se pitanje ujedinjenja ne riješi". Ove su mjere obuhvatile crnogorske časnike, koji su, doista, kasnije sudjelovali u organiziranju Crnogoraca za oružani otpor pripojenja Crne Gore Srbiji. Među tada uhićenim ima i onih s najvećim činovima: general Milutin Vučinić, general Radomir Vešović, vojvoda Đuro Petrović i ini.

## Božićna pobuna
Na Badnji dan 1918. godine (po Gregorijanskom kalendaru) Krsto je Popović bio jedan od vojnih zapovjednika oružane pobune protiv pripojenja Crne Gore Srbiji. Nakon krvavih borbi sa Srpskom vojskom i "bjelašima" oko Cetinja, odlazi za Italiju (gradovi: Gaeta, Formi, Kave), gdje se u vojnim kampovima okupljaju, kako ustanici iz zemlje, tako i brojni časnici Crnogorci koji i dalje pristižu iz zarobljeničkih logora.
Vezani prisegom i osjećajem časničkog ponosa, usprkos apelu da odustanu od nastavka oružanih borbi koje im je slao kralj Nikola I.  Petrović iz emigracije kod Pariza (koji je vjerovao u mirni i diplomatski uskrs crnogorske države na Versajskoj konferenciji), časnici crnogorske kraljevske vojske se uz potporu talijanskih vlasti reorganiziraju, naoružavaju i u manjim postrojbama ubacuju u Crnu Goru. Oružana i politička borba protiv ukinuća crnogorske kraljevine vodi se pod parolom: Za Pravo, Čast i Slobodu Crne Gore.

## Nastavak oružane borbe
Prema dokumentiranim podatcima iz sredine 1919. godine u crnogorskim vojarnama u Gaeti i Formiji (šira okolica Napulja) bilo je 225 časnika. Brojnost postrojba, razmještenih u četiri bataljuna s pridodatim strojničkim postrojbama, bila je promjenjiva jer su skupine stalno odlazile i dolazile iz Crne Gore. Prosinca 1920. godine bilo je u Italiji "ukupno 1.559 uniformiranih i naoružanih vojnika, koji su živjeli propisnom vojnom disciplinom".
Koncem lipnja 1919. godine Popović predvodi skupinu od 70 časnika i vojnika koji se tajno iskrcavaju na Crnogorskom primorju kod Bara s nakanom podizanja općenarodnoga ustanka. Dolazi do strahovitih borba s Vojskom Kraljevine SHS i uzvratnih srpskih odmazda nad civilnim stanovništvom, u kojima 1920. godine najviše strada oblast crnogorskog plemena Rovca kod Kolašina. Popović se, nakon neuspjelog ustanka, kolovoza 1921. godine vraća u Gaetu gdje je u činu brigadira imenovan za (posljednjeg) zapovjednika Stožera Crnogorske vojske koja će, nešto kasnije, na bazi Rapalskog ugovora akcijom novih talijanskih (fašističkih) vlasti biti raspuštena, a crnogorski časnici uhićeni, vraćeni u Crnu Goru i/ili protjerani diljem svijeta. Komitski "zelenaški" pokret u samoj se Crnoj Gori s promjenjivom žestinom nastavio narednih nekoliko godina. Posljednji crnogorski komiti, braća Radoš i Drago Bulatović, ubijeni su u selu Ravni, kod manastira Morača 8. ožujka 1929. godine.

## Emigracija
Siječnja 1922. Popović, sa suborcima Živkom Nikčevićem i Vaskom Marojevićem te skupinom od 50 drugih časnika odlazi za Argentinu gdje ih prihvaća crnogorska etnička zajednica. Godine 1929. iz Argentine Popović putuje za Belgiju gdje dobiva belgijsku putovnicu. Nastanio se u Liègeu, gdje je uspio prebaciti i svoju suprugu Mariju i četvero djece koji su bili obilježeni u Crnoj Gori. U listopadu 1929. godine piše, poput stotina drugih crnogorskih emigranata, pismo kralju Aleksandru Karađorđeviću u kojem ga moli za pomilovanje, dozvolu za povrat kući i iskazuje mu lojalnost ističući svoju ulogu u Božićnoj pobuni te moralnu obvezu proisteklu iz časničke prisege kralju Od posljednjeg vladara Petrovića-Njegoša, kralja Nikole Prvoga.

## Srpstvo Krsta Popovića
Krsto Popović je zbog srbijanske okupacije Crne Gore, kako je to doživljavano od pristalica dinastije Petrović, bio antisrbijanski raspoložen. To se najbolje vidi iz njegovog emigrantskog pisanja za Glas Crnogorca, 1919. godine, broj 80., u članku Oporuka crnogorskih ustaša na poruku srbijanskih siledžija u Crnoj Gori. Ipak, njegovo antisrbijanstvo ne treba poistovjećivati s antisrpstvom, jer u istom članku piše da je Crna Gora ona zemlja đe se čuvala i sačuvala iskra slobode Srbinove. Tadašnji Crnogorci, pristalice Nikole Petrovića su imale srpsku nacionalnu svijest,  ali rivalstvo dvije dinastije je dovodilo do političkih sukoba između Srbije i Crne Gore. Crnogorski povjesničar i nacionalni Crnogorac Živko Andrijašević je zapisao da tadašnja crnogorska vlast nije smatrala za potrebno da u popisnim knjigama ima odrednicu o nacionalnom karakteru svog stanovništva, jer se smatralo da su svi Srbi.

## Priznanja za borbu protiv srbijanske okupacije
Krsto Popović je 1920. godine imenovan načelnikom Operativna odjeljenja Glavnoga stožera Crnogorske vojske.
Unaprijeđen 27. ožujka 1920. godine u čin komandira (bojnika), s rangom i pravima od 21. prosinca 1918. godine, tj. od dana izbijanja Božićne pobune.
Promaknut je 27. srpnja 1921. godine u čin brigadira.
Zastupnik je zapovjednika Crnogoske vojske do rasformiranja njezinih garnizona u Italiji koncem 1921. godine.
Od posljednjeg vladara Petrovića-Njegoša, kralja Nikole Prvoga, skupa s 11 drugih istaknutih „zelenaških“ časnika koji su se borili protiv načina na koje je ujedinjenje izvedeno — Andrijom Raičevićem, Ibrom Bulatovićem, Milisavom Nikolićem, Živkom Nikčevićem, Markom Vučerakovićem, Ivanom Bulatovićem, Vojinom Lazovićem, Spasojem Milićem, Đonom Nikom, Savom Raspopovićem, Radojicom Nikčevićem — 23. siječnja 1920. odlikovan najvećim crnogorskim priznanjem za junaštvo: Obilića medaljom.

## Povratak u domovinu
Popović se 1934. godine vratio s obitelji u Crnu Goru i nastanio u Nikšiću. Poput ostalih časnika povratnika dobio je (umanjenu) vojnu mirovinu. U Nikšiću se držao pisanog obećanja tada već pokojnom kralju Aleksandru, živio je povučeno, ali je bio članom Crnogorske stranke, koja je imala programski cilj da se Crna Gora ustroji kao federalna jedinica u jugoslavenskoj državi. No, ipak, njihov je intimni, krajnji politički ideal, bila neovisna crnogorska država.

## Drugi svjetski rat
Godine 1941. po talijanskoj okupaciji Crne Gore, odbio je Popović (kao i njegovi utjecajni istomišljenici u Crnogorskoj stranci: dr. Novica Radović, bivši ministar Petar Plamenac, dr. Božo Krivokapić, svećenik Jovan Turčinović, časnik Andrija Dragutinović, dr. Krsto Nikolić, i ini.) pozive dijela čelništva Crnogorske stranke (dr. Sekula Drljević, dr. Dragiša Mijatović, dr. Ivan Jovićević, dr. Mihailo Ivanović, svećenik Simo Martinović, odvjetnik Dušan Vučinić itd.) na blagdan Petrovdan 12. srpnja 1941. godine sudjelovati u radu svečanog Sabora proglašenja marionetske "Nezavisne Crne Gore".
Skupina oko Popovića bila je nepomirljiva spram talijanskoga oduzimanja dijela povijesnog crnogorskog teritorija za račun NDH, odnosno Italije (Boka kotorska, Pljevlja) i Velike Albanije (Ulcinj, Plav, Gusinje, Rožaje). Zauzvrat je talijanski okupator pripojio Neovisnoj Državi Crnoj Gori dvije općine iz sastava srpskog Sandžaka. Manji se dio čelništva Crnogorske stranke (Mihailo Vicković, Savo Čelebić) i simpatizera priključio ubrzo crnogorskim partizanima. Nepovjerenje u partizanske ustanike (crnogorski ustanak izbio je 13. srpnja 1941. godine) skupina oko Popovića gajila je i iz razloga što su među njima bili brojni "bjelaši". U toj su fazi, među ustanicima kojima dominiraju članovi KPJ, bili i kasniji četnici, jugoslavenski časnici Bajo Stanišić, Pavle Đurišić, Đorđije Lašić, i ini. Politička ideja Popovića formulirana je proglasom 8. ožujka 1942. godine:

## Stvaranje Lovćenske brigade
Nakon snažne talijanske kontraofenzive, dolazi do osipanja i rascjepa u ustaničkom partizanskom pokretu te formiranja, uz pomoć Talijana, četničkih postrojbi. Istodobno, partizanske trojke likvidiraju neke članove Crnogorske stranke, koje su žigosali kao reakcionarne kulake.
Početkom ožujka 1942. godine Popović poziva svoje pristalice koji se okupljaju pod crnogorski alaj-barjak i uz potporu talijanskih vlasti formira Crnogorsku narodnu vojsku (čiji su članovi poznati i pod nazivom "krilaši") s predviđenom ukupnom formacijom jačine 6000-8000 ljudi; međutim, stalno je djelatna bila jedino Lovćenska brigada koja je imala 1650 pripadnika.

## Odnosi s četnicima i partizanima
Krilaši i četnici su jedni druge smatrali svojim neprijateljima, s kojima se treba obračunati po okončanju Drugoga svjetskog rata. Četnički je general Dragoljub Mihailović 29. rujna 1942. godine zapovjedio Pavlu Đurišiću, zapovjedniku dijela četničkih postrojbi u Crnoj Gori, sljedeću mjeru:
Ova zapovijed, kada je riječ o zelenašima, nije izvršena.
Popović je početkom 1943. godine odbacio pozive talijanske i četničke komande da se pridruži borbama protiv partizana u dolini Neretve (Bitka na Neretvi). Popović je također odbio, više puta, diskretne pozive Josipa Broza Tita i Vrhovnog partizanskog stožera da se njima sa svojim trupama priključi. Poziv mu je osobno prenio Savo Čelebić (1876. – 1955.), stari Popovićev suborac, crnogorski komita, kasnije peti po redu general JNA. Povremene pregovore s partizanima, koji su u drugoj polovici 1943. godine imali snažna uporišta na sjeveru Crne Gore, Popović je održavao preko dr. Milana Rakočevića, člana Crnogorske stranke u Kolašinu. Popović nije vjerovao komunistima i iz razloga što su tijekom Božićne pobune 1918. godine oni sudjelovali, kao "bjelaši", u oružanim sukobima.
Dvojica Popovićevih sinova, Nikola i Radovan, bili su počevši od 13. srpnja 1941. godine u partizanima, a Nikola (1916. – 2005.) postao je kasnije i general JNA. Do sredine 1944. godine najveći dio Popovićevih trupa te običnih članova i simpatizera Crnogorske stranke prilazi partizanima koji su ih privukli obećanjima i dokumentima usvojenim na AVNOJ-u i Crnogorskoj antifašističkoj skupštini narodnog oslobođenja (CASNO-u) da će crnogorska republika u budućoj federalnoj Jugoslaviji biti ravnopravna.

## Ubojstvo
Krajem 1944. godine, nakon prodora partizana u Podgoricu i Cetinje, Popović se sa skupinama odanih suradnika povukao u planinska gnijezda Katunske nahije. Odbija pozive na predaju uz obećanja o minimalnoj kazni i/ili amnestiji. Njegov najbliži politički suradnik, dr. Novica Radović, osuđen je pred prijekim sudom 2. partizanskog udarnog korpusa svibnja 1945. godine na smrt strijeljanjem "zbog izdaje i suradnje s okupatorom". Bio je to loš predznak za Popovića, koji nije vjerovao ponudama novih vlasti na predaju u zamjenu za "fer suđenje".
Jedna skupina "krilaša", u kojoj Popović nije bio, ubila je 1946. godine pukovnika Dušana Vlahovića, brata poznatog crnogorskog komunista i jugoslavenskog dužnosnika Veljka Vlahovića.
Početkom 1947. godine UDBA je likvidirala (grupa bojnika Dušana Vukovića) ili privoljela na predaju (poput Goluba Draškovića) sve Popovićeve preostale oružane skupine. Popović je djelovao sam, ali uz aktivnu i pasivnu potporu, bez obzira na politička stajališta, gotovo cjelokupnoga pučanstva Katunske nahije. U toj je oblasti on još od Božićne pobune uživao status narodnoga branitelja. Popović je tada imao 66 godina.
"Novim vlastima se nije želio predati. Htio je umrijeti skupa sa svojim uvjerenjima", kasnije je kazao prvi jugoslavenski general UDBA-e Jovo Kapičić, koji će 1947. godine biti na dužnosti crnogorskog ministra unutarnjih poslova.
Trojica izabranih časnika UDB-e: Veljko Milatović (kasnije visoki crnogorski dužnosnik, 1970-ih predsjednik Predsjedništva SR Crne Gore), Mihailo Šaro Brajović i Rako Mugoša - nakon vrlo složene sigurnosne priprave, 13. na 14. ožujka 1947. godine iz zasjede su ubili Popovića u jednom kućištu u mjestu Bojanje brdu, gdje su Krsti jataci ostavljali hranu. U pucnjavi Krsto ubija Mugošu, a potom gine i Krsto Popović.
Vladimir Jovanović o tome 2017. godine piše: "Komunisti pet-šest dana nisu dozvoljavali da se Krsto pokopa. Đuro Drekov Popović, brat od strica Krstov, svjedočio je da su gomile udbaša, vojnika i milicionera, ogorčene poradi ubojstva kapetana Mugoše, ili iz drugih razloga, danima rafalima iz neposredne blizine „ovjeravali” Krstov leš; a potom, neki od njih, divljački ga šutirali. 'Nijedna koska Krstova nije ostala čitava', opisivao je Đuro. D. Popović. Iz obližnje škole na Bati Cuckoj, svjedočio je Jovo Tomašević, 'djeca su privođena da oko Krstova leša igraju kolo i pjevaju sramotne stihove'. Nisu dozvolili da se Krsto pokopa u bratstveničko grublje sela Lipa, nego u napuštenu Jamu Vojvodinu, blizu mjesta pogibije..."

## Tužbalica
Tužbalicu majke časnika UDB-e-e Raka Mugoše, jednu od najčuvenijih u povijesti Crne Gore, u kojoj odaje priznanje ubojici i ideološkome protivniku svoga sina kao vitezu Crne Gore, zapisao je i prvi objavio 1971. godine u Nikšiću Obrad M. Višnjić (1901. – 1991.) u svojoj knjizi „Anegdote i priče iz Crne Gore”. Komunističke vlasti Crne Gore ocjenjuju je „napadom na društveni sistem”. Pisac predgovora za knjigu, dr. Novak Kilibarda, izbačen je iz Saveza komunista.
Najpoznatiji dio tužbalice, zapisao je Višnjić, glasi (citat u originalu, na crnogorskome):
„Sine mio, jadan bio!
Zalud sam ti govorila
Kad si poša u poćeru:
Ne prilazi gorskom zvijeru,
Nije Krsto zec iz gore
No je vitez Crne Gore!
Lakše će te žalit majka
Kad pogibe od junaka“.

## Spomen na Krsta Popovića
- Godine 1990. formiran je Odbor za reafirmiranje lika i djela Krsta Popovića čiji je predsjednik bio Božidar Bogdanović. Danas mnogi, ali ne i svi, u Crnoj Gori generala Popovića smatraju crnogorskim nacionalnim herojem.
- Napravljena je 1990-ih, po scenariju Momira M. Markovića,  kazališna predstava "Ispovijest Krsta Zrnovog" i snimljen istoimeni TV film. Postoji ideja da mu se na Cetinju podigne spomenik.[8]
- Navijači crnogorske nogometne reprezentacije ističu veliki transparent s likom generala Krsta Popovića i natpisom: Za Pravo, Čast i Slobodu Crne Gore.[9]
- U povodu 70. obljetnice pogibije Krsta Popovića, na njegovome grobu je najavljeno utemeljenje Odbora za podizanje spomenika i spomen-doma, kao i pokretanje postupka njegova sudskoga rehabilitiranja.[10]

## Vanjske poveznice
- (crnog.) Svjedočenje o pogibiji generala Krsta Popovića  Arhivirana inačica izvorne stranice od 11. listopada 2008. (Wayback Machine)
- (crnog.) Krsto Zrnov Popović, Crnogorska Enciklopedija, (u međumrežnoj pismohrani archive.org, 30. travnja 2008.)